# Gran Premio di San Marino 2004
Il Gran Premio di San Marino 2004 è stato un Gran Premio di Formula 1 disputato il 25 aprile 2004 sull'Autodromo Enzo e Dino Ferrari di Imola, come quarta prova del campionato mondiale di Formula 1 2004. La gara fu vinta da Michael Schumacher su Ferrari, davanti a Jenson Button su BAR - Honda e a Juan Pablo Montoya su Williams - BMW.

## Vigilia

### Aspetti tecnici
Alla prima gara in Europa dopo le lunghe trasferte in Australia, Malesia e Bahrain, la maggioranza delle scuderie introdusse delle novità sulle proprie monoposto. In particolare, la Ferrari montò sulle F2004 di Schumacher e Barrichello un nuovo cofano motore, più stretto e basso soprattutto nella parte posteriore. La BAR, in seguito ad una richiesta di chiarimenti inoltrata alla FIA dalla Jaguar, modificò l'alettone posteriore, riducendo le dimensioni delle paratie verticali montate sul profilo principale. La modifica non influenzò significativamente le prestazioni della monoposto, perché la modesta perdita di carico aerodinamico fu compensata da una riduzione della resistenza all'avanzamento. La scuderia anglo-americana poté inoltre montare una versione potenziata del motore Honda.
Anche la Renault presentò diverse modifiche alla veste aerodinamica della monoposto, caratterizzata da nuovi alettoni sia all'anteriore che al posteriore e da un nuovo profilo estrattore. In particolare l'alettone posteriore presentava delle ampie feritoie verticali sulle paratie laterali, soluzione già adottata in precedenza dalla Minardi. Meno attive furono McLaren e Williams: la prima apportò solo delle leggere modifiche alle sospensioni posteriori della MP4-19, mentre la seconda montò nella giornata di venerdì un profilo alare davanti alle ruote posteriori, elemento introdotto dalla BAR a inizio stagione ma poi scartato dalla scuderia britannica per qualifiche e gara.
Fu, inoltre, dedicata particolare attenzione all'impianto frenante, molto sollecitato sul circuito romagnolo: su tutte le vetture furono montate prese d'aria maggiorate per garantire un miglior smaltimento del calore.

## Prove libere

### Risultati
I tempi migliori nella prima sessione di prove libere di venerdì furono i seguenti:
| Pos | Nº | Pilota             | Costruttore    | Tempo    |
| --- | -- | ------------------ | -------------- | -------- |
| 1   | 1  | Michael Schumacher | Ferrari        | 1'20"084 |
| 2   | 2  | Rubens Barrichello | Ferrari        | 1'21"443 |
| 3   | 4  | Ralf Schumacher    | Williams - BMW | 1'22"250 |

I tempi migliori nella seconda sessione di prove libere di venerdì furono i seguenti:
| Pos | Nº | Pilota             | Costruttore | Tempo    |
| --- | -- | ------------------ | ----------- | -------- |
| 1   | 9  | Jenson Button      | BAR - Honda | 1'20"966 |
| 2   | 10 | Takuma Satō        | BAR - Honda | 1'21"159 |
| 3   | 1  | Michael Schumacher | Ferrari     | 1'21"164 |

I tempi migliori nella prima sessione di prove libere di sabato furono i seguenti:
| Pos | Nº | Pilota             | Costruttore | Tempo    |
| --- | -- | ------------------ | ----------- | -------- |
| 1   | 1  | Michael Schumacher | Ferrari     | 1'20"856 |
| 2   | 9  | Jenson Button      | BAR - Honda | 1'21"165 |
| 3   | 2  | Rubens Barrichello | Ferrari     | 1'21"583 |

I tempi migliori nella seconda sessione di prove libere di sabato furono i seguenti:
| Pos | Nº | Pilota             | Costruttore | Tempo    |
| --- | -- | ------------------ | ----------- | -------- |
| 1   | 1  | Michael Schumacher | Ferrari     | 1'20"125 |
| 2   | 9  | Jenson Button      | BAR - Honda | 1'20"150 |
| 3   | 8  | Fernando Alonso    | Renault     | 1'20"844 |

## Qualifiche

### Resoconto
Le qualifiche furono animate dal confronto tra Jenson Button e Michael Schumacher. Il pilota inglese, quinto nella sessione a serbatoi vuoti, fece segnare un ottimo tempo, infliggendo sette decimi di distacco a Barrichello, fino a quel momento il più veloce. Schumacher fece segnare un tempo in linea con quello del rivale nel primo settore, risultando poi più veloce nel secondo per poco meno di due decimi di secondo. Il pilota della Ferrari commise, però, un errore nella terza parte del tracciato, perdendo quasi mezzo secondo rispetto a Button e terminandogli alle spalle.
Né Ralf Schumacher né Montoya riuscirono ad avvicinare il tempo di Button, che conquistò così la prima pole position in carriera per sé e per la sua scuderia. Montoya, il più rapido nella prima sessione, ottenne la terza posizione, davanti a Barrichello, Ralf Schumacher, Alonso, Sato, Webber, Trulli e da Matta. In grossa difficoltà la McLaren, sempre penalizzata dalla scarsa affidabilità del motore Mercedes. La scuderia britannica ridusse di 1000 giri il massimo regime di rotazione sulla vettura di Coulthard, che fece segnare l'undicesimo tempo, mentre Räikkönen non effettuò nessun giro cronometrato, sostituendo poi il motore, sul quale erano stati rilevati dei problemi alle valvole di scarico. Anche Fisichella, sesto nella sessione a serbatoi vuoti, dovette rinunciare a far segnare un tempo per via di un problema al cambio, venendo così relegato alla diciottesima posizione.

### Risultati
| Pos | No | Pilota               | Costruttore        | Pneumatici | Sessione 1 | Sessione 2  | Distacco |
| --- | -- | -------------------- | ------------------ | ---------- | ---------- | ----------- | -------- |
| 1   | 9  | Jenson Button        | BAR - Honda        | M          | 1'20"632   | 1'19"753    |          |
| 2   | 1  | Michael Schumacher   | Ferrari            | B          | 1'20"440   | 1'20"011    | +0"258   |
| 3   | 3  | Juan Pablo Montoya   | Williams - BMW     | M          | 1'19"805   | 1'20"212    | +0"459   |
| 4   | 2  | Rubens Barrichello   | Ferrari            | B          | 1'20"927   | 1'20"451    | +0"698   |
| 5   | 4  | Ralf Schumacher      | Williams - BMW     | M          | 1'20"423   | 1'20"538    | +0"785   |
| 6   | 8  | Fernando Alonso      | Renault            | M          | 1'21"799   | 1'20"895    | +1"142   |
| 7   | 10 | Takuma Satō          | BAR - Honda        | M          | 1'20"984   | 1'20"913    | +1"160   |
| 8   | 14 | Mark Webber          | Jaguar - Cosworth  | M          | 1'21"458   | 1'20"921    | +1"168   |
| 9   | 7  | Jarno Trulli         | Renault            | M          | 1'21"669   | 1'21"034    | +1"281   |
| 10  | 16 | Cristiano da Matta   | Toyota             | M          | 1'21"737   | 1'21"087    | +1"334   |
| 11  | 5  | David Coulthard      | McLaren - Mercedes | M          | 1'20"566   | 1'21"091    | +1"338   |
| 12  | 12 | Felipe Massa         | Sauber - Petronas  | B          | 1'22"154   | 1'21"532    | +1"779   |
| 13  | 17 | Olivier Panis        | Toyota             | M          | 1'21"231   | 1'21"558    | +1"805   |
| 14  | 15 | Christian Klien      | Jaguar - Cosworth  | M          | 1'22"246   | 1'21"949    | +2"196   |
| 15  | 19 | Giorgio Pantano      | Jordan - Ford      | B          | 1'24"643   | 1'23"352    | +3"599   |
| 16  | 18 | Nick Heidfeld        | Jordan - Ford      | B          | 1'23"055   | 1'23"488    | +3"735   |
| 17  | 20 | Gianmaria Bruni      | Minardi - Cosworth | B          | 1'26"483   | 1'26"899    | +7"146   |
| 18  | 11 | Giancarlo Fisichella | Sauber - Petronas  | B          | 1'20"716   | Senza tempo | /        |
| 19  | 21 | Zsolt Baumgartner    | Minardi - Cosworth | B          | 1'27"319   | 1'46"299    | +26"146  |
| 20  | 6  | Kimi Räikkönen       | McLaren - Mercedes | M          | 1'21"181   | Senza tempo | /        |

## Gara

### Resoconto
Al via Button partì bene e mantenne la testa della corsa davanti a Michael Schumacher. Il pilota tedesco si difese piuttosto rudemente dall'attacco di Montoya, spingendolo anche sull'erba e conservando così la seconda posizione. A sua volta il pilota colombiano dovette guardarsi dal compagno di squadra Ralf Schumacher, che cercò di infilarlo alla Piratella: per difendersi, Montoya non esitò a spingerlo nell'erba. Ne approfittò Sato che, partito molto bene, guadagnò la quarta posizione ai danni del pilota tedesco. Al termine del primo giro Jenson Button rimase al comando davanti a Michael Schumacher, Montoya, Sato, Ralf Schumacher, Barrichello e Trulli. Più indietro Coulthard rientrò ai box con l'alettone anteriore rotto dopo un contatto con Alonso. I primi due mantennero un ritmo insostenibile per gli inseguitori, con Schumacher che fece segnare più volte il giro più veloce in gara, ma Button, nonostante la pressione del pilota tedesco, non commise errori, mantenendo la prima posizione.
La perse al nono giro, quando si fermò a rifornire: con pista libera, Schumacher spinse al massimo, rientrando ai box due tornate più tardi nettamente davanti al rivale. Dopo la prima serie di soste, Schumacher conduceva davanti a Button, Montoya, Trulli, Ralf Schumacher, Barrichello ed Alonso, questi ultimi in lotta fra loro. Seguivano poi Sato, Fisichella e Räikkönen, anch'essi piuttosto vicini. Non si verificarono, tuttavia, sorpassi, mentre in testa alla corsa Michael Schumacher scavò un divario via via più ampio fra sé e Button. La seconda serie di pit stop, aperta da Fisichella al 20º giro, non cambiò molto le posizioni di testa. Le uniche eccezioni furono rappresentate da Ralf Schumacher, che sopravanzò Trulli portandosi al quarto posto, e da Räikkönen, che superò Fisichella in pista guadagnando la nona posizione. Dietro a Ralf Schumacher si formò un trenino di vetture, formato dal pilota tedesco, Trulli, Barrichello e Alonso. La situazione rimase, però, stabile fino alla terza ed ultima sequenza di rifornimenti.
I primi tre mantennero le proprie posizioni senza grossi problemi, così come Ralf Schumacher che, dopo aver rifornito al 44º passaggio, rientrò in pista quarto. Persero invece una posizione Barrichello e Trulli, che vennero entrambi superati da Alonso. Lo spagnolo si avvicinò poi pericolosamente a Ralf Schumacher, attaccandolo nel corso del 49º giro. Il pilota tedesco cercò di chiudere il rivale, finendo però in testacoda e scivolando in settima posizione. Michael Schumacher amministrò senza affanni il vantaggio sui rivali, vincendo la quarta gara consecutiva davanti a Button, Montoya, Alonso, Trulli, Barrichello e Ralf Schumacher. Chiuse la zona punti Räikkönen, che approfittò del ritiro di Sato negli ultimi giri per portare un punto ad una McLaren in seria difficoltà.

### Risultati
| Pos      | No | Pilota               | Costruttore        | Pneumatici | Giri | Tempo/Ritiro e posizione al ritiro | Partenza | Punti |
| -------- | -- | -------------------- | ------------------ | ---------- | ---- | ---------------------------------- | -------- | ----- |
| 1        | 1  | Michael Schumacher   | Ferrari            | B          | 62   | 1h26'19"670                        | 2        | 10    |
| 2        | 9  | Jenson Button        | BAR - Honda        | M          | 62   | +9"702                             | 1        | 8     |
| 3        | 3  | Juan Pablo Montoya   | Williams - BMW     | M          | 62   | +21"617                            | 3        | 6     |
| 4        | 8  | Fernando Alonso      | Renault            | M          | 62   | +23"654                            | 6        | 5     |
| 5        | 7  | Jarno Trulli         | Renault            | M          | 62   | +36"216                            | 9        | 4     |
| 6        | 2  | Rubens Barrichello   | Ferrari            | B          | 62   | +36"683                            | 4        | 3     |
| 7        | 4  | Ralf Schumacher      | Williams - BMW     | M          | 62   | +55"730                            | 5        | 2     |
| 8        | 6  | Kimi Räikkönen       | McLaren - Mercedes | M          | 61   | +1 giro                            | 20       | 1     |
| 9        | 11 | Giancarlo Fisichella | Sauber - Petronas  | B          | 61   | +1 giro                            | 18       |       |
| 10       | 12 | Felipe Massa         | Sauber - Petronas  | B          | 61   | +1 giro                            | 12       |       |
| 11       | 17 | Olivier Panis        | Toyota             | M          | 61   | +1 giro                            | 13       |       |
| 12       | 5  | David Coulthard      | McLaren - Mercedes | M          | 61   | +1 giro                            | 11       |       |
| 13       | 14 | Mark Webber          | Jaguar - Cosworth  | M          | 61   | +1 giro                            | 8        |       |
| 14       | 15 | Christian Klien      | Jaguar - Cosworth  | M          | 60   | +2 giri                            | 14       |       |
| 15       | 21 | Zsolt Baumgartner    | Minardi - Cosworth | B          | 58   | +4 giri                            | 19       |       |
| 16       | 10 | Takuma Satō          | BAR - Honda        | M          | 56   | Motore (8°)                        | 7        |       |
| Ritirato | 18 | Nick Heidfeld        | Jordan - Ford      | B          | 48   | Semiasse (15°)                     | 16       |       |
| Ritirato | 16 | Cristiano da Matta   | Toyota             | M          | 32   | Testacoda                          | 10       |       |
| Ritirato | 20 | Gianmaria Bruni      | Minardi - Cosworth | B          | 22   | Freni (19°)                        | 17       |       |
| Ritirato | 19 | Giorgio Pantano      | Jordan - Ford      | B          | 6    | Idraulica (13°)                    | 15       |       |

## Classifiche

### Piloti
| Pos. | Pilota             | Punti |
| ---- | ------------------ | ----- |
| 1    | Michael Schumacher | 40    |
| 2    | Rubens Barrichello | 24    |
| 3    | Jenson Button      | 23    |
| 4    | Juan Pablo Montoya | 18    |
| 5    | Fernando Alonso    | 16    |
| 6    | Jarno Trulli       | 15    |
| 7    | Ralf Schumacher    | 9     |
| 8    | Takuma Satō        | 4     |
| 8    | David Coulthard    | 4     |
| 10   | Felipe Massa       | 1     |
| 10   | Mark Webber        | 1     |
| 10   | Kimi Räikkönen     | 1     |

### Costruttori
| Pos. | Team               | Punti |
| ---- | ------------------ | ----- |
| 1    | Ferrari            | 64    |
| 2    | Renault            | 31    |
| 3    | BAR - Honda        | 27    |
| 3    | Williams - BMW     | 27    |
| 5    | McLaren - Mercedes | 5     |
| 6    | Sauber - Petronas  | 1     |
| 6    | Jaguar - Cosworth  | 1     |

## Fonti
Tutti i dati statistici sono tratti da Autosprint n.17/2004